# マリーア・ジョゼ・デル・ベルジョ
マリーア・ジョゼ・デル・ベルジョ（イタリア語: Maria Jose del Belgio, 1906年8月4日 - 2001年1月27日）は、イタリア国王ウンベルト2世の王妃。1946年5月9日から35日間の王妃としての在位期間により「五月王妃（Regina di Maggio）」と呼ばれた。

## 来歴

### 生い立ち
ベルギー国王アルベール1世とその王妃エリザベートの長女としてオーステンデで生まれた。ベルギー国王レオポルド3世、フランドル伯シャルルは実兄にあたる。彼女の名は母方の祖母マリア・ヨーゼファ・フォン・ポルトゥガルに因んで名付けられ、第一次世界大戦まではザクセン＝コーブルク＝ゴータ公女の称号を与えられていた。

### 結婚
世界大戦後の1930年1月8日、24歳のマリーア・ジョゼはイタリア王ヴィットーリオ・エマヌエーレ3世の長男である、ピエモンテ公ウンベルト・ディ・サヴォイアと結婚した。夫との間に4人の子供を儲けた。
- マリーア・ピア（1934年 - ） - ユーゴスラビア王子アレクサンダルと結婚し、後に離婚。ブルボン＝パルマ公子ミシェルと再婚。
- ヴィットーリオ・エマヌエーレ（1937年 - ） - ナポリ公。
- マリーア・ガブリエッラ（1940年 - ）
- マリーア・ベアトリーチェ（英語版）（1943年 - ）

子宝には早い段階で恵まれたが、それでも2人の夫婦仲は良好とは言えなかった。
マリーア・ジョゼは晩年のインタビューで「私達は幸せな夫婦ではなかった」（On n'a jamais été heureux）と述懐している。両者の結婚が両家で話し合われた時、ヨーロッパ諸国の王族界隈では2人がたまたま結婚適齢期の人間として残った形になっていたため、気性が合うかどうかを話し合う余地はなかった。ウンベルトにはまだ選ぶ相手（適齢期の王女）がいない訳ではなかったが、マリーア・ジョゼの側はウンベルト以外に地位と年齢が近い男性がいなかった。

### 第二次世界大戦
第二次世界大戦の間、マリーア・ジョゼはナチス・ドイツによって占領されていたベルギー王国の王族であったため、枢軸国に加わっているイタリアと連合国との外交上の小さな窓口と見なされた。イタリア王家がファシズムやナチスに全面的な賛意を示すのとは裏腹に、ベルギー王家と同じく反ナチス・反ファシズムの意思を持つマリーア・ジョゼは連合国から高い評価を得た。イギリスの外交官は「イタリア王家内で数少ない理解者」と日記に記している。また彼女は弾圧される反枢軸国パルチザンに対しても協力的で、スイス政府を通した物資援助などを密かに行っていた。あるパルチザンの旅団は彼女を名誉顧問に据える考えすら示したが、流石にこれは拒否している。
大戦後半の1943年に、イタリアがナチスの支援を受けたイタリア社会共和国（サロ共和国）の成立で内戦状態に突入すると、老王ヴィットーリオ・エマヌエーレ3世は隠棲して引退状態に入った。代わって陸軍中将となっていた夫のウンベルトが摂政としてイタリア王国を指導する立場になり、初めてマリーア・ジョゼの活動と歩調を合わせる向きを示した。ウンベルトはマリーア・ジョゼを連れてイタリア領内の各地を訪問して兵士や住民を激励し、国民からの広い支持を獲得した。もしこの時にヴィットーリオ・エマヌエーレ3世がウンベルトに王位を託せば、王政が続いていた可能性は非常に大きかった。しかしヴィットーリオ・エマヌエーレ3世は不名誉な存命中の退位を避けて、国民投票のわずか数週間前まで息子に王位を継がせなかった。

### 大戦後
王政廃止によりサヴォイア家がイタリアから追放されると、マリーア・ジョゼはウンベルト2世や子供たちと共にポルトガルへと逃れた。そこで短期間同居した後、マリーア・ジョゼは子供を連れてスイスのジュネーヴへと移った。ウンベルト2世もマリーア・ジョゼを特に追うことはなく、ポルトガルの社交界に留まり、2人は実質的な別居状態となった。しかし宗教と政治的な理由から離婚することはなく、法律上は夫婦のままであった。
ウンベルト2世はサヴォイア王家の家長としてイタリア国内に残る王党派からの支持を集め続けており、王位復帰に障害となる離婚は避けたかった。またウンベルト2世は反教会主義的な歴代イタリア王としては珍しく敬虔なカトリック教徒であり、離婚は戒律に違反する行為だった。マリーア・ジョゼは別居後、メキシコに邸宅を構えて子供たちと生活を送った。1983年に夫のウンベルト2世が亡くなると、しばしば欧州にも戻るようになった。
2001年、マリーア・ジョゼは94歳の長寿を全うして亡くなった。

## エピソード
1938年、この年のザルツブルク音楽祭の出演を辞退してスケジュールの空いていた指揮者アルトゥーロ・トスカニーニのために、ルツェルン音楽祭が開始された。ルツェルン音楽祭にはトスカニーニ目当てで多くのイタリアの音楽ファンや上流階級の人々が訪れ、ジャコモ・プッチーニの遺族や元首相イヴァノエ・ボノーミなどの顔も見られたが、その中で最も高位の人物がマリーア・ジョゼであった。マリーア・ジョゼは、トスカニーニにサインをしてもらうつもりでヴェルディの『レクイエム』のヴォーカルスコアを持参していた。しかし、マリーア・ジョゼがいくら反ファシズムの意思を持つ人物であっても、トスカニーニからしてみればサヴォイア家はベニート・ムッソリーニやファシスト党の庇護者であり、その中の一人としか見なさなかったために、コンサート終了後に楽屋を訪問したマリーア・ジョゼとの面会をトスカニーニは拒否。トスカニーニの妻であるカルラが仲裁に入ったもののトスカニーニは面会拒否の姿勢を最後まで崩さず、結局マリーア・ジョゼが折れて引き下がるしかなかった。一方、ムッソリーニも密告者の情報からマリーア・ジョゼのルツェルン音楽祭訪問の話を聞き、憤慨したという。